# Bois panneauté
Selon la norme afnor NF EN 12775, le bois panneauté, solid wood panel en anglais, est un panneau à base de bois constitué de pièces de bois collées ensemble sur leurs chants et s’ils sont multicouches, sur leurs faces. 

## Typologie et applications
Les bois panneautés peuvent être monocouches ou multicouches : 
- les bois panneautés monocouches sont utilisés dans des applications non structurales : plans de travail de cuisine et de salle de bain, portes, bardages, marches, contremarches ;
- les bois panneautés multicouches sont constitués d’un nombre impair de couches collées entre elles à fil croisé. Ils sont utilisés pour des applications structurales ou non : coffrage, panneaux de construction, murs, planchers, toitures.